# Adam Hult
Adam Jonatan Hult  (i riksdagen kallad Hult i Kolbäck), född 11 december 1870 i Malingsbo, död 18 oktober 1947 i Kolbäcks församling, var en svensk ämbetsman och politiker (liberal). 
Adam Hult, som kom från en smedfamilj, var ombudsman och senare landstingsdirektör för Västmanlands läns landsting 1920-1938. Han var riksdagsledamot i första kammaren 1912-1923, fram till 1921 för Västmanlands läns valkrets och från 1922 för Södermanlands och Västmanlands läns valkrets. I riksdagen, där han tillhörde Frisinnade landsföreningens riksdagsparti Liberala samlingspartiet, var han bland annat suppleant i lagutskottet 1912-1918 samt ledamot i andra lagutskottet 1919 och 1920-1923. Han engagerade sig främst i skatte- och förvaltningsfrågor.